# پیمان ضد کمینترن
پیمان ضد کُمینتِرن پیمانی بود که در ابتدا بین آلمان نازی و ژاپن در ۲۵ نوامبر ۱۹۳۶ میلادی بسته شد و ضدیت یا دشمنی این دو کشور را با انترناسیونال سوم نشان می‌داد. ایتالیا نیز در سال ۱۹۳۷ به این معاهده پیوست. در این پیمان ذکر شده‌است که اگر اتحاد جماهیر شوروی سوسیالیستی به هریک از کشورها تعرض کند، کشور[های] دیگر برای تأمین منافع مشترک هر دو کشور دخالت کنند و نیز هیچ‌یک از دو کشور نباید یک معاهدهٔ سیاسی با شوروی منعقد کنند؛ که هیتلر در سال ۱۹۳۹ با بستن پیمان نازی-شوروی مفاد این عهدنامه را شکست.

## برای مطالعهٔ بیشتر
- «World War II Database - Anti-Comintern Pact».
- «1936 - Anti-Comintern».